# KYAS
KYAS（キャス）は、日本のウクレレ奏者、ギター奏者、編曲家、作曲家 。
オリジナル曲以外にも、スムーズジャズ、ロック、ポップスなど、あらゆるジャンルの音楽をウクレレでカバーする。
高知県高知市を拠点としてウクレレのレッスン教室の講師やライブ活動を行っており、高知県内のイベントなどでは「お馴染み」のウクレレ奏者である。
国内外のライブやウクレレフェスティバルなど10ヵ国で演奏活動を行っており、海外ではKYAS RYOのアーティスト名で知られている。
台湾のギター、ウクレレブランドのaNueNueとエンドース契約、本人使用のウクレレの最高級モデルKYAS WHALEが制作され各国にて販売されている。

## 略歴
愛媛県出身。高知大学卒業。
ドキュメンタリー・ドラマ『ザ・ビートルズ・アンソロジー』で、ジョージ・ハリスンが演奏するウクレレに衝撃を受けて、ウクレレ奏者としての活動を始める。
2007年に開催された「第4回ジ・ウクレレコンテスト」においてテクニック大賞を受賞したことで、ハワイで開催された「第40回ウクレレフェスティバル（40th Ukulele Festival Hawaii in 2010）」に日本人代表として参加する。タイ王国で3月に開催される「Thailand Ukulele Festival in March」において2011年から2015年に参加。2017年にイギリスで開催された「the Ukulele Festival of Great Britain」にも参加した。
2017年にはナ・ホク・ハノハノ賞（International Album Special Recognition Award部門）にノミネートされている。コロナ禍以前は、アジアを中心として10か国でソロウクレレ演奏を行っていた。

## ディスコグラフィー

### アルバム
1. Natural Flow - 2012年、SASA entertainment
2. 夕暮れカーニバル - 2016年
3. Pineapple Street - 2018年
4. Lemongrass Strummers - 2022年
5. Humming Bird - 2024年

## 著書
- ウクレレ映画音楽 （2014年、ドレミ楽譜出版社、ISBN 978-4285141061）
- ウクレレ大人の洋楽スタンダード （2014年、ISBN 978-4906976652）
- ウクレレ ソロアレンジ入門 （2015年、ISBN 978-4285143843）
- ウクレレ カーペンターズ （2016年、ISBN 978-4865710878）
- ウクレレ サーフ・ミュージック  （2017年、ISBN 978-4285146950）
- ウクレレ エリック・クラプトン （2017年、ISBN 978-4865711462）
- ウクレレ ジョン・レノン （2017年、ISBN 978-4865711882）
- ウクレレバラードコレクション （2018年、ISBN 978-4865712414）
- ウクレレ青春の洋楽ヒッツ （2018年、ISBN 978-4865712032）
- ウクレレJバラッズ （2021年、ISBN 978-4865713725）
- ウクレレディズニー （2023年、ISBN 978-4865715071）
- ウクレレスクリーンミュージック （2024年、ISBN 978-4285153750）
- ソロ・ウクレレで弾く坂本龍一名曲集 （2024年、ISBN 978-4285154214）